# Louise Ebrel
Louise Ebrel (Treffrin, 1932. július 27. – Quimper, 2020. március 30.) breton énekesnő.

## Életútja
Szülei, Eugénie Goadec (a Goadec Sisters egyike) és Job Ebrel, maguk is énekesek voltak. Repertoárja hagyományos breton dalokból állt, amelyek táncra (kan ha diskan) vagy hallgatásra (gwerz) készültek.

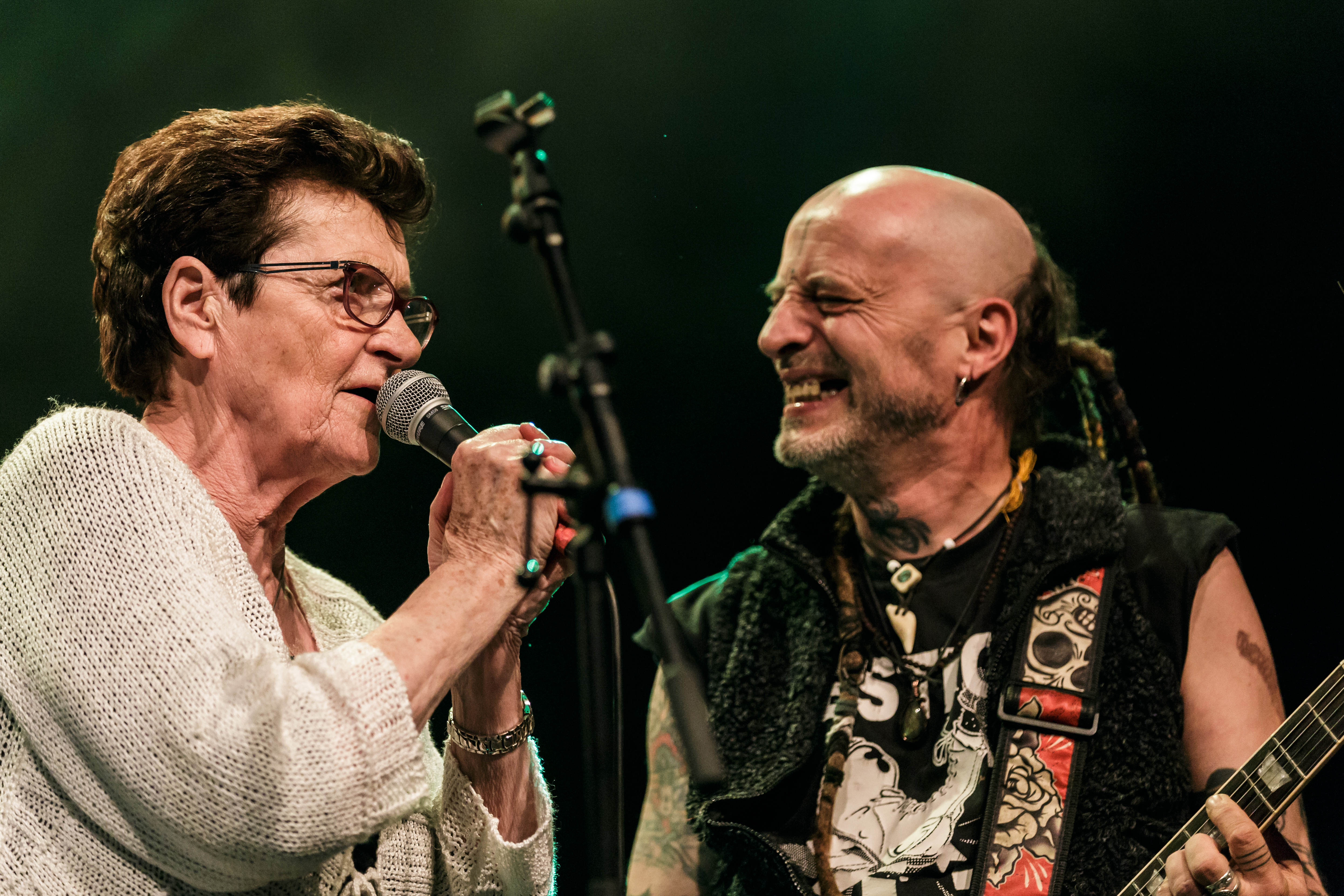
Louise Ebrel a Les Ramoneurs de menhirs punk gitárosával, Lorannal.

Ebrel a Côtes-du-Nord-i (a mai Côtes d'Armor) Treffrinben született. 1991 és 2006 között Denez Prigent énekes-költővel koncertezett duóban és együttesében. 1996 óta gyakran énekelt Ifig Flatrès-szel a Fest noz-on. 2006-tól a Les Ramoneurs de menhirs nevű punkegyüttessel és a Red Cardell rockerekivel, valamint a 2014-ben alapított The Celtic Social Club nevű együttessel lépett fel breton színpadokon.

## Fordítás
Ez a szócikk részben vagy egészben  a   Louise Ebrel című angol Wikipédia-szócikk ezen változatának fordításán alapul.  Az eredeti cikk szerkesztőit annak laptörténete sorolja fel. Ez a jelzés csupán a megfogalmazás eredetét és a szerzői jogokat jelzi, nem szolgál a cikkben szereplő információk forrásmegjelöléseként.